# إيما دين
إيما دين (بالإنجليزية: Emma Dean)‏ هي مغنية وكاتبة غنائية أسترالية، ولدت في 1983.

## وصلات خارجية
- الموقع الرسمي
- إيما دين على موقع ميوزك برينز (الإنجليزية)